# Паулина Вюртембергская (1877—1965)
Паулина Ольга Елена Эмма Вюртембергская (Pauline Olga Helene Emma von Württemberg; 19 декабря 1877 — 7 мая 1965) — единственная дочь вюртембергского короля Вильгельма II (1848—1921) и Марии Вальдек-Пирмонтской (1857—1882). Супруга князя Вильгельма Фридриха цу Вида. На протяжении многих лет была директором Немецкого Красного креста в западной Германии.

## Биография
Военным судом Соединённых Штатов Паулине было предъявлено обвинение в укрывательстве двух высокопоставленных нацистов с октября 1945 года. Она созналась, что сознательно укрывала фрау Гертруду Шольц-Клинк и её супруга, бывшего генерал-майора СС Августа Хайсмайера. Принцесса знала, что фрау Шольц-Клинк была главой нацистских женских организаций, но она отрицала, что ей было известно о должности Хейсмейера в СС.
Принцесса Паулина была освобождена из-под стражи, но должна была предстать перед судом в марте 1948 года. Она заявила, что познакомилась с фрау Шольц-Клиник, когда они обе возглавляли важные учреждения при нацистском режиме; она утверждала, что была тогда директором Немецкого Красного Креста в Гессене, Нассау, Рейнской области и Вестфалии.
Герр и фрау Шольц-Клинк сообщили французам, что в 1945 году они обратились за помощью к принцессе Паулине, которая позаботилась о том, чтобы они инкогнито остались в Бебенхаузене, где позже и были арестованы союзными властями.

## Семья и дети
29 октября 1898 года в Штутгарте Паулина вышла замуж за Вильгельма Фридриха цу Вида (1872—1945), старшего сына Вильгельма цу Вида и Марии Нидерландской. У них было двое сыновей:
- Герман цу Вид (18 августа 1899 — 5 ноября 1941), наследный князь Вид, был женат на графине Марии Антонии Штольберг-Вернигероде, 2 сыновей и дочь
  - Фридрих Вильгельм Генрих Константин цу Вид (2 июня 1931 — 28 августа 2000), был дважды женат. Четверо детей от обоих браков.
  - Метфрид Александр Вильгельм Фридрих цу Вид (25 апреля 1935 — 24 мая 2024)[7], женат с 1968 года на баронессе Фелиситас фон дер Пален, двое детей
  - Остерлинд Вильгельмина Фредерика Элизабет Генриетта Анастасия цу Вид (8 апреля 1939 — 12 мая 2021), замужем за Вернер фон Клитцинг с 1964 года, 4 детей
- Принц Дитрих цу Вид (30 октября 1901 — 8 июня 1976), женат на графине Антуанетте Юлии фон Гроте, 4 сыновей
  - Максимилиан Вильгельм Фридрих Отто Герман цу Вид (30 мая 1929 — 5 июня 2008), женат не был. Детей не имел[8].
  - Ульрих Вильгельм Фридрих цу Вид (12 июня 1931 — 12 сентября 2010), был женат на Ильке Фишер. В браке родились сын и дочь.
  - Вильгельм Фридрих Пауль Кристофер Виктор цу Вид (24 августа 1936 — 14 апреля 1937)
  - Людвиг Вильгельм Фридрих Дитрих Евгений цу Вид (27 августа 1938 — 11 мая 2001), с 1966 года был женат на Хельге Гемайнерт. Супруги имели 1 сына.

## Титулы
- 19 декабря 1877 — 29 октября 1898: Её королевское высочество принцесса Паулина Вюртембергская
- 29 октября 1898 — 18 июня 1945: Её королевское высочество княгиня Видская
- 18 июня 1945 — 7 мая 1965: Её королевское высочество вдовствующая княгиня Видская